# Guaymallén
Guaymallén es un componente urbano que incluye los distritos que forman parte integrante del área metropolitana del Gran Mendoza dentro del departamento homónimo, provincia de Mendoza, Argentina. 
Su nombre fue puesto en honor del cacique Guaymare.

## Geografía

### Población
Contaba con 280 880 habitantes (Indec, 2010), lo que representa un incremento del 11,8% frente a los 251 339 habitantes (Indec, 2001) del censo anterior. Esta cifra la sitúa como el componente más poblado del área metropolitana del Gran Mendoza y de toda la provincia. Esta cifra incluye los distritos de Dorrego, Las Cañas, San José, Pedro Molina, Bermejo, El Sauce, Buena Nueva, Nueva Ciudad, General Belgrano, Jesús Nazareno, San Francisco del Monte, Capilla del Rosario, y Villa Nueva, Colonia Molina. Los distritos que no se consideran pertenecientes al área urbana del departamento de Guaymallén no se incluyen aquí sino en el propio artículo del departamento.

### Sismicidad
La sismicidad del área de Cuyo (centro oeste de Argentina) es frecuente y de intensidad baja, y un silencio sísmico de terremotos medios a graves cada 20 años.

#### Sismo de 1861
Aunque dicha actividad geológica se ha ocurrido desde épocas prehistóricas, el terremoto del 20 de marzo de 1861 señala un hito importante dentro de la historia de eventos sísmicos argentinos ya que fue registrado y documentado en el país, con 7,2 Richter. A partir del mismo la política de los sucesivos gobiernos provinciales y municipales han ido extremando cuidados y restringiendo los códigos de construcción.

#### Sismo de 1985
El terremoto del 1985, fue otro episodio grave, de 9 segundos de duración, llegó a derrumbar el viejo Hospital del Carmen (Godoy Cruz).
Durante más de 30 años el edificio más alto de la ciudad fue el Edificio Piazza, con sus 16 pisos y 51 metros de altura, ya que no se consideraba seguro dar permiso para la construcción de edificios más altos. En la actualidad los edificios más altos son el Edificio Buci, el Hotel Hyatt Plaza (1995), el edificio Da Vinci (2010), y el Sheraton Mendoza con una altura estimada superior a 75 metros).

## Cultura
A fines de 2012, fue inaugurado en terrenos del Ferrocarril General Belgrano, el Espacio Le Parc, centro cultural y de espectáculos del Gobierno de la Provincia de Mendoza.

## Parroquias de la Iglesia católica en el distrito Guaymallén
| Arquidiócesis | Mendoza |
| ------------- | --- |
| Parroquias    | Asunción de la Virgen, San Pablo, Santa Bernardita, Santa Ana, Nuestra Señora de la Consolata, San José, Cristo Rey, Nuestra Señora de las Mercedes |